# Luis Pascual Dri
Luis Pascual Dri (né le 17 avril 1927 et mort le 30 juin 2025) est un prêtre argentin de l'Église catholique. Le pape François le crée cardinal le 30 septembre 2023.

## Biographie
Luis Pascual Dri est né le 17 avril 1927 à Federación, dans la province d'Entre Ríos, en Argentine. Dès son plus jeune âge, il s'occupe des travaux des champs, nourrissant des animaux et plantant aussi du maïs et de la luzerne. Il a fréquenté l'école rurale locale. Il entre au séminaire des Capucins dès l'âge de 11 ans, en janvier 1938, et y termine ses études primaires et secondaires. Il accède au noviciat dans le quartier Nuevo París de Montevideo, en Uruguay, et prononce ses premiers vœux le 21 février 1945. En 1949, il fait sa profession perpétuelle, puis est ordonné prêtre le 29 mars 1952 dans la cathédrale de Montevideo. 
Il devient directeur du Petit Séminaire San Francisco de Carrasco en 1953. En 1955, il est nommé directeur du Séminaire Séraphique de Villa Gobernador Gálvez (en), en Argentine, et en 1959 maître des novices (en) à San Francisco de Carrasco. À partir de 1961, il travaille en Europe comme formateur de novices.
De 1962 à 1974, il enseigne au Colegio y Liceo Secco Illa en Uruguay. Il a été brièvement curé de la paroisse d'Empalme et Colonia Nicolich, puis en 1976 est devenu maître des novices dans le Minas, Uruguay, s'installant en 1983 dans la paroisse de San Enrique de Villa Gdor à Galvez. En 1987, il est nommé curé de la paroisse de Santa María de la Ayuda à El Cerro de Montevideo. De 2000 à 2003, il a été curé du Sanctuaire Notre-Dame de Pompéi dans le quartier de Nueva Pompeya à Buenos Aires, puis curé de la paroisse de Mar del Plata. Il prend sa retraite en 2007 à l'âge de 80 ans et est retourne au sanctuaire où il continue d'entendre des confessions pendant plusieurs heures chaque jour. 
Le pape François a parlé de son travail de confesseur à plusieurs reprises. Dri a décrit avoir rencontré le pape François souvent lorsqu'il était archevêque de Buenos Aires et a rapporté que François avait alors envoyé des prêtres pour le voir pour des conseils. Dri cite à son tour comme modèles et mentors deux capucins, Léopold Mandic et Padre Pio, ayant ce dernier comme confesseur en 1960 alors qu'ils vivaient dans le même couvent.
Le 9 juillet 2023, le pape François annonce son intention de le créer cardinal lors d'un consistoire prévu le 30 septembre,,. À cette occasion, il reçoit le titre de cardinal-diacre de Sant'Angelo in Pescheria. Dérogeant à la règle établie par Jean XXIII, il obtient de ne pas être consacré évêque, bien que créé cardinal. Ayant déjà dépassé les quatre-vingts ans au moment de l’annonce, il n’a pas le droit d’entrer en conclave et d’être membre des dicastères de la Curie romaine, conformément à l’article II § 1-2 du motu proprio Ingravescentem Aetatem, publié par le pape Paul VI le 21 novembre 1970. C'est pourquoi, il ne peut pas prendre part aux votes du conclave de 2025 qui voit l'élection de Léon XIV.
Le 11 octobre 2023, il reçoit la barrette et l’anneau cardinalice de la main de l’archevêque Mirosław Adamczyk, nonce apostolique en Argentine (en), lors d’une cérémonie dans la Cathédrale de la Sainte-Trinité à Buenos Aires.
Luis Pascual Dri meurt le 30 juin 2025 à Buenos Aires à l'âge de 98 ans.